# ایتی‌هاسه
ایتی‌هاسه (به سانسکریت: इतिहास، انگلیسی: Itihasa)
(به معنی روایت‌های سنتی از رویدادهای گذشته، یا سرگذشت‌ها) به مجموعه ای از توصیفات نوشتاری وقایع مهم در آیین هندو اشاره دارد. یک داستان تنها زمانی «ایتی‌هاسه» تلقی می‌شود که نویسنده داستان، خود شاهد یا بخشی از داستان باشد.
مجموعه ایتی‌هاسه شامل مهاباراتا، پوراناها و رامایانا می‌شود. مهاباراتا داستان جنگ کوروکشِترا را در بر می‌گیرد و سنت‌های سلسله قمری را در قالب داستان‌های مندرج در خود حفظ می‌کند. پوراناها تاریخ جهان را روایت می‌کنند – در این کتاب‌ها به‌طور عمیق به موضوعات کیهان‌زایی، اسطوره، افسانه و تاریخ پرداخته شده است. رامایانا حاوی داستان راما است و به‌طور اتفاقی با افسانه‌های سلسله شمسی مرتبط است.
ویاسه، که «مهاباراتا» را نوشت، خود شخصیتی در داستان است. به همین ترتیب، والمیکی، که «رامایانا» را نوشت، نیز یکی از شخصیت‌های داستان بود. بسیاری از شاعران کلاسیک هندی طرح‌های شعر و نمایش‌نامه خود را از ایتی‌هاسه برداشت می‌کنند. باور بر این است که سنت ایتی‌هاسه به‌طور کلی توسط سنت شاعرانه سوتاها و چارن‌ها توسعه یافته است که وظایف آنها شامل سرودن اشعار ستایش‌آمیز از خاندان سلطنتی بود.

## ریشه‌شناسی
واژه سانسکریت ایتی‌هاسه (इतिहास) از عبارت iti ha āsa (इति ह आस) مشتق شده است که به معنای «به‌راستی این‌چنین بود» است.

### کیهان‌زایی
بر اساس متون هندو، زمان ادواری و چرخه‌ای است. تاریخ بشر به چهار دوره تقسیم می‌شود - ساتیا یوگا، ترتا یوگا، دواپارا یوگا و کالی یوگا - که مجموعاً یک  مها یوگا را تشکیل می‌دهند. هفتاد و یک مها یوگا یک مانوانتارا ("عصر  مانو") را تشکیل می‌دهد، یعنی دوره زمانی که یک "مانو" ریاست می‌کند. برای مدت دوره خود، هر مانو اولین مرد نمونه اولیه، نیای بشریت و همچنین اولین پادشاه و قانونگذار است. هر مانوانتارا به همراه یک مانو، مجموعه ایندرا، دوا و ساپتاریشی مخصوص به خود را نیز دارد. چهارده مانو در یک  کالپا (یک روز واحد در زندگی برهما) حکومت می‌کنند، معادل ۱۰۰۰ مها یوگا، پس از آن آفرینش نابود می‌شود و به دنبال آن یک پرالایا (فروپاشی) با طول مساوی است. خلقت دوباره در کالپای بعدی در یک چرخه بی پایان از آفرینش و فروپاشی آغاز می‌شود.
روایات بیانگر این امر است که کالپای کنونی واراها نامیده می‌شود. از چهارده مانوانتارا در این کالپا، شش تا گذشته است. مانوانتارای کنونی به نام مانوی حاکم بر آن، وایواسواتا نامیده می‌شود. تبارشناسی‌های سلطنتی ایتی‌هاسا منشأ خود را به مانوی وایواسواتا برمی‌گردانند. در مانوانتارای چاکشوشا بود که بلافاصله قبل از مانوانتارای فعلی، پادشاه پریتو، نتیجه بزرگ چاکشوشا مانو، زمین را تسطیح کرد، شهرها و روستاها را ساخت و کشاورزی، بازرگانی، دامداری و دامپروری را توسعه داد. این چرخه پس از تنها هشت نسل دیگر با سیل بزرگ به پایان رسید.

### ساتیا یوگا
سیل بزرگ در پایان چاکشوشا مانوانتارا تمام اشکال زندگی را از بین می‌برد. فقط وایواسواتا مانو توسط ایزد ویشنو، در اوتار یک ماهی، ماتسیا برای تکثیر مجدد زمین در چرخه بعدی نجات می‌یابد. همه سلسله‌های سلطنتی در چرخه کنونی در «ایتی‌هاسا» از فرزندان مانو وایواسواتا و تنها دخترش  ایلا دنبال می‌شوند. ایکشواکو، پسر بزرگ مانو، سلسله شمسی را (از سوریا، خدای خورشید، پدر وایواسواتا مانو) در ایودیا در کوسالا تأسیس می‌کند. پسر کوچک‌تر  نمی کمی به سمت شرق مهاجرت می‌کند و خاندان ویدها را تأسیس می‌کند. پایتخت آن  میتیلا توسط پسرش میتی، که بعدها نام عمومی برای پادشاهان ویدها شد، تأسیس شد.
سلسله قمری تقریباً در همان زمان در  پراتیستانا (در حومه الله‌آباد امروزی) در دوآب، بین رودخانه‌های گنگ و یامونا) توسط پوروراواس، پسر ایلا و بودها، فرزند نامشروع سوما، خدای ماه تأسیس شد. داستان عشق او به پوره حوری اورواشی داستانی است که برای نسل‌ها تخیل هندی را به خود جلب کرده است. این موضوع یک اثر کلاسیک معروف از کالیداس به نام ویکراموروواسیام است. در حالی که آیوس، پسر بزرگتر پوروراواس پس از او بر تخت سلطنت می‌نشیند، برادر کوچکترش، آماواسو  دودمان دیگری را تأسیس می‌کند که بر پادشاهی متمرکز بر کانیاکوبجا (قنوج امروزی) حکومت می‌کرد.
سلسله قمری پس از سلطنت آیوس، پسر بزرگتر پوروراواس، دوباره به دو بخش تقسیم می‌شود. ناهوسا، پسر بزرگ آیوس، جانشین او می‌شود، اما موقعیت ایندرا را در بهشت به دست می‌آورد، اما وقتی هوای ساچی، همسر ایندرا را می‌کند، از آنجا تبعید می‌شود. کشاتراورده، پسر دیگر آیوس، سلسله پادشاهی کاشی‌های هند (واراناسی) را تأسیس می‌کند. از نسل او به عنوان کاسیا یاد می‌شد.
پسر و جانشین ناهوسا، یایاتی، فاتحی مشهور بود و به عنوان  چاکراوارتی به حساب می‌آمد. او از دویانی، دختر شوکرا، استاد اسوراها، صاحب دو پسر به نام‌های یاداو و تورواسو شد. او همچنین سه پسر دیگر به نام‌های دروهیو، آنو و پور از شارمیستا، دختر پادشاه اسورا ورساپاروا داشت. یایاتی پورواس، جوان‌ترین اما وظیفه‌شناس‌ترین پسر را به عنوان جانشین خود در حاکمیت اجدادی در پراتیستانا منصوب می‌کند. پسران بزرگتر مناطق دوردست را به دست می‌آورند. از پسران یایاتی، پنج سلسله سلطنتی معروف قوم یدوه، تورواسوها، دروهیوها، آناوها و پاواراوها به وجود می‌آیند که در مجموع پانچا جانا یا پنج‌قبیله نامیده می‌شوند.
بلافاصله پس از یادو، سلسله یدوه به دو شاخه تقسیم می‌شود - شاخه اصلی توسط کروستی ادامه می‌یابد و شاخه مستقل  هی‌هایا به رهبری سهاسراجیت. شاخه یدوه ابتدا یک شاهزاده‌نشین بزرگ تحت فرمانروایی شاه ساسابیندو، که به چاکراورتی تبدیل می‌شود، توسعه می‌دهد. پادشاه ماندهاتا، پسر یووانسوا، پادشاه آیودیا، با دخترش بیدوماتی ازدواج می‌کند و به شهرت می‌رسد. او به پیروی از پدر زنش، قلمرو خود را بسیار گسترش می‌دهد و خود به یک چاکروارتی تبدیل می‌شود. پسرش پوروکوتسا با نرمدا، الهه رودخانه ازدواج می‌کند. پسر دیگری نیز که یک پادشاه مشهور است، به نام موچوکوندا، شهری را در ساحل آن رودخانه بنا می‌کند و مستحکم می‌کند؛ آن شهر ماهیشماتی بود.
اندکی پس از آن، پادشاه دروهیو گاندارا در منطقه شمال غرب (خیبر پختونخوا امروزی) بازنشسته می‌شود و پادشاهی منطقه گنداره را در آنجا تأسیس می‌کند. نوادگان او در مناطق فراتر از هند پراکنده می‌شوند و بسیاری از شاهزاده‌نشین‌های ملیکجه را تأسیس می‌کنند. بعدها، آناواها به دو شاخه تحت نظر اوسینارا و تیتیکسو تقسیم می‌شوند. پسران اوسینارا قبایل جداگانه‌ای از یادهیا، آمباشتاها، ناواراشتراها، کریمیلاها و سیوی‌ها را در شرق منطقه پنجاب تأسیس می‌کنند.  سیوی، پسر اوسینارا و آغازگر سیوی‌ها در سیواپور، در اساطیر هندی به دلیل سخاوتش مشهور است. پسران او پادشاهی‌های ورسادربها، مادرا کاس، ککایا و ساوویرا را تأسیس کردند و تمام پنجاب را اشغال کردند. شاخه دیگر آناواها تحت نظر تیتیکسو به سمت شرق حرکت کردند و شاهزاده‌نشین‌های آنگا، بانگا، کالینگا، سوهما و پوندرا را بنیاد کردند.
پادشاه هی‌هاها، کرتاویریا، بارگاوا‌ها را به عنوان کاهنان خود داشت و آنها را ثروتمند کرد. خویشاوندان او سعی کردند ثروت را پس بگیرند اما بارگاواها مقاومت کردند. هی هایاها سپس به بدرفتاری با آنها پرداختند که به دلیل آن به کشورهای مختلف گریختند. گدهی در آن زمان پادشاه کانیاکوبجا بود و دختری به نام ساتیاواتی داشت. بارگاوا ریشی رچیکا با او ازدواج می‌کند و پسری به نام جامادانی به دنیا می‌آورد. تقریباً در همان زمان گدهی صاحب پسری به نام ویشومیترا می‌شود.
در سلسله شمسی، ترایارونا، که تقریباً هم‌عصر گدهی و کرتاویریا بود، در این زمان بر پادشاهی آیودیا حکومت می‌کرد. او بر اساس مشورت کاهنش واسیشتا، پسرش ساتیاوراتا را که تریشانکو هم نامیده می‌شد، تبعید می‌کند. بعد از ترایارونا، واسیشتا از انجام تشریفات تقدیس تریشانکو خودداری می‌کند. کمی بعد، ویشومیترا از کانیاکوجبا تلاش می‌کند تا گاو آرزومند، ناندینی را از واسیشتا بدست آورد. مبارزه ای شدید بین این دو شکل می‌گیرد که در آن ویشوامیترا شکست می‌خورد. او که از برتری برهمین متقاعد شده است، تصمیم می‌گیرد که یک برهمن ریشی شود و تاج و تخت خود را رها می‌کند. هنگامی که مشغول ریاضت است، ویشوامیترا با تریشانکو دوست می‌شود. او سپس از آرمان تریشانکو حمایت می‌کند، آداب سلطنتی او را انجام می‌دهد و در هنگام مرگ او را به بهشت ارتقا می‌دهد.
رقابت ویشوامیترا و واسیشتا حتی در دوران سلطنت هاریسچاندرا، پسر تریشانکو، ادامه دارد. هاریسچاندرا پسری به نام روهیتا داشت که نذر کرده بود او را برای وارونا قربانی کند. او به دلیل تعویق قربانی برای سالهای متمادی به آب آوردگی مبتلا می‌شود. روهیتا به توصیه واسیشتا برای دلجویی از وارونا، پسر آجیگارتا، شونا شپا (که نوه بزرگ ویشوامیترا است) را به جای خودش به عنوان قربانی می‌خرد. هنگامی که نزدیک است کشته شود، شونا شپا وارونامانترا را می‌خواند که ویشوامیترا به او آموخته بود. وارونا ظاهر می‌شود، به پسر آزادی می‌بخشد و پادشاه را از بیماری شفا می‌دهد. سپس ویشوامیترا پسر را با نام دواراتا به عنوان پسر ارشد خود می‌پذیرد. برخی از پسران ویشوامیترا که به جایگاه داده شده به دواراتا اعتراض می‌کنند، توسط پدر خشمگین خود نفرین می‌شوند تا مطرود شوند. آنها اجداد قبیله‌های داسو، مانند آندراها، موتیباها، پولینداها و غیره می‌شوند. پس از آن، ویشوامیترا جایگاه یک برهمن ریشی را به دست می‌آورد.
در سلسله هی‌هاها، پسرش آرجونا کرتاویریا جانشین کرتاویریا شد که پادشاهی توانا بود. پس از یک سلطنت طولانی، او با جاماداگنی دچار اختلاف می‌شود. در نتیجه، پارسهوراما، پسر جاماداگنی و رنوکا، دختر یک پادشاه ایکشواکوی فرعی، کارتاویریای آرجونا را می‌کشد، پس از آن پسران کارتاویریا، جاماداگنی را می‌کشند. پاراسوراما در انتقام، تصمیم به کشتن کل طبقه رزمندگان (کشاتریاها) می‌گیرد و تا آنجا موفق می‌شود که تنها پنج نفر زنده می‌مانند تا سلسله‌های بزرگ را ادامه دهند.
پس از کارتاویرار، هی هایاها به پنج قبیله جانبی تقسیم شدند - تالانجانگاها، ویتیهوتراها، آوانتیاها، تودیکرها و جاتاها. آنها به آیودیا حمله می‌کنند و پادشاه باهو را از تخت سلطنت خلع می‌کنند. آنها همچنین به پادشاه کاسی دیووداسا حمله کرده و او را از واراناسی بیرون می‌کنند. پراتاردانا، پسر دیووداسا، ویتیهوتراها را تحت سلطه خود درآورده و تخت سلطنت را پس می‌گیرد. کمی بعد، باهو صاحب پسری به نام  ساگارا می‌شود و ساگارا همه آن دشمنان را شکست می‌دهد، پادشاهی خود را بازپس می‌گیرد و قدرت هی‌هایا را برای همیشه نابود می‌کند.
ساگارا شصت هزار پسر داشت که به کاپلیا ریشی توهین کردند و در عوض توسط او به خاکستر تبدیل شدند؛ بنابراین، آمسومان، نوه‌اش جانشین او بر تخت سلطنت آیودیا می‌شود. با سلطنت ساگارا، ساتیا یوگا به پایان می‌رسد.

### ترتا یوگا
باگیراتا، نبیره ساگارا، رودخانه الهی  گنگ را به زمین می‌آورد تا کفاره گناهان پسران ساگارا را بدهد. رتوپارنا پادشاه برجسته بعدی در این سلسله است که به خاطر ارتباطش با نالا، پادشاه نیساداها، مشهور شد. نالا با دامایانتی، دختر بهیما، پادشاه یدوه ویداربها ازدواج کرد. داستان دلنشین ازدواج آنها و دنباله ناراحت‌کننده از دست دادن موقت پادشاهی او و فقر بعدی از طریق قمار، در مهاباراتا برای یودیشتیرا گفته شده که در شرایط مشابهی رنج می‌برد.
پس از یک گرفتگی طولانی (مربوط به صعود سلسله خورشیدی تحت فرمانروایی ماندهاتا)، سلسله پاوراوا توسط  دوشیانتا، تقریباً هم عصر باگیراتا، احیا می‌شود. او با شکونتلا، دختر ویشومیترا ازدواج می‌کند و صاحب بهاراتا می‌شود. بهاراتا به عنوان یک چاکراوارتین تاج گذاری می‌کند و بعدها نام خود را به سلسله، به جنگ بزرگ برادرکشی بین کوراواها و پانداوها و به خود هند (یعنی نام‌های هند) می‌دهد. جانشین پنجم او، هاستین، پایتخت را به مکانی در دوآب بالا منتقل می‌کند و پس از خودش آن را هاستیناپور می‌نامد.
اندکی پس از هاستین، سلسله بهاراتا به چهار خط جداگانه تقسیم می‌شود - معروف‌ترین آنها خط اصلی پاوراوا و خط پانچالا است. پادشاه پانچالا، دیووداسا، به عنوان ویرانگر ۹۹ قلعه داسیو سامبارا مشهور است. خواهر او اهالیا، همسر گوتاما بودا بود. او توسط ایندرا فریب خورد و به دلیل خیانتش توسط شوهرش به جنگل تبعید شد.
سلسله شمسی بار دیگر تحت سلطنت خیرخواهانه راگو،  آجا و داشاراتا صعود می‌کند. داستان راما، پسر داشاراتا، موضوع شعر رامایانا اثر والمیکی است. دسیسه‌های نامادری او کایکئی منجر به تبعید راما، همسرش سیتا و برادرش لاکشمانا به جنگل می‌شود. در جنگل، سیتا توسط راوانا، پادشاه راکشاساها دزدیده می‌شود و در پایتخت او، لانکا، زندانی می‌گردد. راما با میمون‌ها و خرس‌های جنگل اتحاد می‌سازد و لانکا را محاصره می‌کند. راوانا در نهایت توسط راما شکست خورده و کشته می‌شود. سپس با همسرش سیتا به آیودیا بازمی‌گردد و بر تخت سلطنت می‌نشیند.
با ناپدید شدن راما، ترتا یوگا به پایان می‌رسد و دواپارا یوگا آغاز می‌شود. پس از راما سلسله خورشیدی دچار زوال دائمی می‌شود.

### دواپارا یوگا
سلسله یاداوا پس از سلطنت بهیما، پسر ساتوات، بار دیگر توسط پسرانش آندهاکا و وریشنی به دو شاخه جداگانه تقسیم می‌شود، که سلسله‌های خود را از روی نام‌های مربوط به خودشان نامگذاری می‌کنند. اوگراسنا، پدر کامسا از نوادگان آندهاکا بود، در حالی که واسودوا آناکادوندوبهی، پدر کریشنا از نوادگان وریشنی بود.
سلسله پانچالا بهاراتا تحت فرمانروایی شاه سنرجایا، اکنون به شهرت می‌رسد. پسرش سیاوانا-پیجاوانا جنگجوی بزرگی بود و پسر دومی، سوداس، چندین پادشاهی را به قلمرو خود ضمیمه کرد. اتحادیه ای از پادشاهان پاوراوا، یاداوا، سیوی، دروهیو، ماتسیا، تورواسو و دیگران علیه سوداس شکل می‌گیرد، که او آنها را در نبردی بزرگ در نزدیکی رودخانه پاروسنی شکست می‌دهد. این نبرد ده پادشاه نامیده می‌شود. عمده سرودها (کتاب دوم تا نهم) تنها ۵ تا ۶ نسل از پادشاهان (و شاعران معاصر) این سلسله را نشان می‌دهد.
سلسله پاوراوا از طریق اجامیدها، پسر هاستی ادامه می‌یابد. در نسل او، شاه ساموارانا توسط پانچالاها مغلوب و به جنگل‌های کنار رودخانه سیندو تبعید شد. پارگیتر این پادشاه پانچالا را سوداس می‌داند، اما رابطه دقیق بین این دو سلسله، چه از نظر زمانی و چه از نظر سیاسی، ثبت نشده است. ساموارانا بعداً پایتخت خود را از پانچالاها پس می‌گیرد و با تاپاتی، دختر خورشید ازدواج می‌کند. نمایش نامه نویس کولاسخارا (حدود ۹۰۰ میلادی) داستان آنها را در نمایشنامه خود به نام تاپی ساموارانا جاودانه کرده است. پسر آنها کورو (اسطوره‌شناسی) بود و فرزندان او کوراوا نامیده شدند. سلسله از طریق پسر دوم کورو به نام جاهنو ادامه می‌یابد.
واسوس، از نوادگان کورو، پادشاهی یاداوا چدی را فتح کرده و خود را در آنجا مستقر می‌سازد. پسر ارشد او، برهادراتا، راجگیر را در امپراتوری ماگادا به عنوان پایتخت خود تأسیس می‌کند. پسرش، جاراساندا، قدرت خود را تا ماتورا (توسط پادشاه آندهاکا، کامسا، که او را فرمانروا می‌دانست) در شمال و ویداربها در جنوب گسترش می‌دهد. کامسا، ظالم بود. او پدرش را زندانی کرده و تاج و تخت را غصب کرده است. خواهرزاده‌اش کریشنا او را می‌کشد و پادشاه سالخورده را به سلطنت بازمی‌گرداند. این خشم جاراساندا را برمی‌انگیزد و او به ماتورا حمله می‌کند. کریشنا به همراه آندهاکاها و وریشنی‌ها به ساحل غربی مهاجرت می‌کنند و پایتخت جدیدی به نام دوراواتی ([دوراواتی | دوراکا]]) در ساوراشترا می‌سازند. سپس کریشنا روکمینی، پرنسس ویداربها، را دزدیده و با شکست برادرش با او ازدواج می‌کند. بعداً در زندگی، کریشنا دوست پانداواها می‌شود.
پادشاه مشهور بعدی در سلسله کوراوا، پراتیپا است. پسرش شانتانو، جانشین برادر بزرگترش، دواپی، در تاج و تخت می‌شود، پس از آن به مدت دوازده سال باران نمی‌بارد. دواپی سپس به عنوان یک هوتر (روحانی ارشد) عمل می‌کند و برای برادرش قربانی می‌کند و باران به دست می‌آورد.
نوه‌های شانتانو دهریتراشترا و پاندو بودند. از آنجایی که اولی نابینا بود، دومی به تخت سلطنت می‌نشیند. دهریتراشترا صاحب پسران زیادی است که جرجودهن بزرگ‌ترین آنهاست؛ و پاندو پنج پسر به نام‌های جدهشتر، بهیم، ارجن، ناکولا و ساهدوا دارد. پسران دهریتراشترا که به شاخه بزرگتر تعلق داشتند کوراوا نامیده می‌شدند و پسران پاندو، پانداوا. مسئله جانشینی تاج و تخت منجر به خصومت بین دو خانواده می‌شود که اوج آن قتل‌عام وحشتناک در جنگ بهاراتا است. گفته می‌شود که همه سلسله‌های کشاتریای قدیمی هند در این نبرد بزرگ شرکت کردند و در یک طرف یا طرف دیگر جنگیدند. در این نبرد که هجده روز طول می‌کشد، حیله‌های کریشنا باعث می‌شود که پانداواهایی که تحت فشار قرار گرفته بودند، پیروز شوند. مهاباراتا داستان این خصومت را به تفصیل روایت می‌کند.
پس از آن، خود یاداواها درگیر جنگ داخلی می‌شوند و کریشنا از زندگی کناره‌گیری کرده و راهی زندگی زاهدانه در جنگل می‌شود. در آنجا به‌طور تصادفی مورد اصابت تیر یک شکارچی قرار گرفته و کشته می‌شود. نوه او توسط پانداواها در ایندراپرستا دوباره به قدرت می‌رسد. چندی نمی‌گذرد که پانداواها، پاریکشیت، نوه آرجونا را بر تخت هاستیناپورا می‌نشانند و خود به جنگل می‌روند. دواپارا یوگا با مرگ کریشنا به پایان می‌رسد.

### کالی یوگا
پاریکشیت، در یک سفر شکار، باعث بی‌احترامی به ریشی سامیکا شده و در عوض توسط پسرش سرنگین نفرین می‌شود که در عرض هفت روز توسط مار تاکساکا مسموم شده و خواهد مرد. تاکساکا کاسیاپا را که تنها فرد دارای پادزهر این سم است، می‌خرد. در پایان هفت روز، پاریکشیت از نیش تاکساکا می‌میرد. پسرش  جانامجایا که آن زمان کودک بود، بعداً از وزیران در مورد مرگ پدرش می‌شنود، و تصمیم به انتقام می‌گیرد. او آیینی (سارپاساترا) برای نابودی همه مارها ترتیب می‌دهد. مارها با قدرت این آیین وارد آتش قربانی می‌شوند. استیکا، (نیمه مار از طرف مادرش) که برای نجات آنها متولد شده بود، وارد آیین شده و با ستایش جانامجایا، از او درخواست بخششی می‌کند. او تقاضا می‌کند که مراسم متوقف شود. جانامجایا نمی‌تواند امتناع کند و آیین را خاتمه می‌دهد. در طی این آیین است که وایسامپایانا، یکی از شاگردان ویاسه، مهاباراتا را برای جاناماجایا روایت می‌کند.
نیکاکسو، ششمین نفر در سلسله پاریکشیت، پایتخت خود را از هاستیناپورا به کوسامبی در وستا منتقل می‌کند زیرا شهر اول توسط سیل رود گنگ ویران شده است. این سلسله برای چندین نسل تا اودایانا ادامه می‌یابد که پادشاه مشهور واتساست (و هم عصر با گوتاما بودا) که  واساواداتا، پرنسس آوانتی را می‌دزدد. داستان آنها ابتدا توسط گونادیا در رمانش برهاتکاتا و بعدها توسط بهاس و شودراکا در درام‌هایشان به ترتیب «سواپناواساواداتا» و «ویناواساواداتا» مشهور می‌شود.
در ماگادا، نوادگان برهادراتا و جاراساندا تاج و تخت را تا زمانی که با سلسله شیشوناگا جایگزین شوند، حفظ می‌کنند. این سلسله از جمله شامل پادشاهان معروف بیمبیسارا و اجاتاشاترو است. مهاپادما ناندا تاج و تخت را از آخرین پادشاه سلسله شیشوناگا غصب می‌کند. او همه خاندان‌های قدیمی کشاتریا را سرنگون می‌کند - ایکشواکوها، پانچالاها، کاسیاها، هی‌هایاها، کالینگاها، آسماکاها، کوراوها، مایثیلاها، سوراسناها و ویتیهوتراها - و تمام هند مرکزی را تحت سلطه خود درمی‌آورد. پوراناها از این جهت او را «نابودگر همه کشاتریاها» و «سلطان کل زمین که تحت فرمانروایی او بود» می‌نامند. پس از سلسله شیشوناگا، ماگادا توسط امپراتوری مائوریا اداره می‌شد.
بر اساس مهاباراتا، کالی یوگا با آمدن کالکی به پایان می‌رسد، که از آن‌جا ساتیا یوگا دوباره آغاز می‌شود.

### نتیجه‌گیری
این تاریخ طولانی پادشاهان و حکیمان توسط راویان با اشاره ای از بدبینی نسبت به طبیعت زودگذر شهرت کامل می‌شود: ref> Vishna Purana, IV. 24</ref>>